# Draconarius agrestis
Draconarius agrestis là một loài nhện trong họ Amaurobiidae.
Loài này thuộc chi Draconarius. Draconarius agrestis được Jia-Fu Wang miêu tả năm 2003.